# كريستين كيلر
كريستين مارغريت كيلر (بالإنجليزية: Christine Keeler) (22 فبراير 1942 – 4 ديسمبر 2017)، عارضة أزياء وراقصة استعراضية إنجليزية. قادها لقاؤها في نادٍ للرقص مع طبيب العظام الشهير في الأوساط الراقية ستيفن وارد إلى الدخول في دوائر المجتمع المخملي. أقامت علاقات جنسية في ذروة الحرب الباردة مع والزير في الحكومة البريطانية آنذاك جون بروفومو، الذي كان متزوجًا، وكذلك مع يوغيني إيفانوف، الملحق البحري في السفارة السوفييتية.
وقد أدت حادثة إطلاق نار تورط فيها عشيق ثالث إلى فتح الصحافة تحقيقًا حول حياتها الخاصة، مما كشف أن علاقاتها قد تُشكّل خطرًا على الأمن القومي البريطاني. وفي مجلس العموم البريطاني، أنكر بروفومو في البداية وجود أي سلوك غير لائق، لكنه اعترف لاحقًا بأنه كذب على البرلمان.
تسببت هذه الفضيحة في إضعاف سمعة حكومة المحافظين بقيادة هارولد ماكميلان عام 1963، وأصبحت تُعرف بـ فضيحة بروفومو. وقد أشيع أن كيلر كانت بائعة هوى، رغم أن ذلك لم يكن يُعد جريمة قانونية في ذلك الوقت، لكن ستيفن وارد أُدين بكونه قوّادها، وتمت محاكمته بعد الإحراج الكبير الذي سببه الأمر للحكومة. ومع مرور الوقت، اعتُبر ذلك الحكم انحرافًا قضائيًا ومسرحية مدبّرة من قبل النخبة الحاكمة لحماية نفسها.

## وصلات خارجية
- كريستين كيلر على موقع IMDb (الإنجليزية)
- كريستين كيلر على موقع الموسوعة البريطانية (الإنجليزية)
- كريستين كيلر على موقع إن إن دي بي (الإنجليزية)
- كريستين كيلر في قاعدة بيانات الأفلام على الإنترنت